# Storbritanniens Spejl
Storbritanniens Spejl (engelsk: Mirror of Great Britain) var et smykke, der var en del af Storbritanniens kronregalier under Jakob 6. af Skotland og 1. af Englands regeringstid. I 1625 blev smykket pantsat og anses som mistet.

## Beskrivelse
Smykket blev beskrevet i en opgørelse fra 1606 således:
Stykke, et stort og rigt dekoreret smykke af guld kaldet STORBRITANNIENS SPEJL, der består af en meget fin, flad diamant, en meget fin flad rubin, to andre diamanter skåret på langs, den ene kaldet stenen af bogstavet H. for Skotland, udsmykket med små diamanter, to runde perler, og en fin diamant skåret i facetter, købt af Sancy.
I Skotlands Nationalgalleriers samling findes der et portræt af Jakob 6. og 1. af John de Critz fra 1604, hvor kongen bærer Storbritanniens Spejl som et hattesmykke. Kongen bar og blev portrætteret med andre smykker på en lignende måde, såsom de Tre Brødre og en "fjer" af guld med diamanter.

## Historie
Da dronning Elizabeth 1. døde i 1603 efter en regeringsperiode på 45 år, var hun den sidste direkte efterkommer af Henrik 8. Som "jomfrudronning" forblev hun ugift og uden børn til sin død. Den skotske konge, Jakob 6. af Skotland, havde den bedste ret til tronen gennem sin oldemor, Margaret Tudor, og så tidligt som i 1601 begyndte og fastholdte engelske politikere en hemmelig korrespondance med Jakob 6. Korrespondancen var med henblik på at Jakob 6. skulle overtage den engelske og irske trone, hvilket han gjorde som Jakob 1. i 1603. Han var den første monark til at realisere Aftalen om Evig Fred fra 1502, som bragte det skotske huset Stuart ind i arvefølgen for det engelske huset Tudor.
For at markere betydningsfuldheden af denne "Kronernes Union", blev der bestilt flere stykker kunst og skatte, hvoraf Spejlet var iblandt dem. Smykket blev lavet omkring år 1603 af en ukendt juveler – sandsynligvis den bedst kendte af Jakob 6. og 1.'s guldsmede, skotten George Heriot, som havde rejst med kongen fra Edinburgh til London. For at samle de forskelle delelementer af Spejlet, havde kongen sandsynligvis tilladt eller beordret, at eksisterende smykker fra Elizabeth 1.'s tid skulle deles op.
Smykket blev udfærdiget i guld med fem hovedsten isat: fire farveløse diamanter og en rød rubin. Rubinen og en af diamanterne var skåret i en pudeform, mens de sidste to var aflange. En af disse aflange diamanter var kendt som Great H of Scotland eller Great Harry (dansk: Skotlands Store H, Store Harry). Denne diamant havde tilhørt Jakob 6. og 1.'s mor, Marie Stuart, som havde fået stenen i gave af Henrik 2. af Frankrig. Den sidste sten, hængende under de fire andre sten som kan ses i portrættet fra 1604, var Sancy-diamanten. Sancy-diamanten havde oprindeligt tilhørt Karl den Dristige, Hertug af Burgund, ligesom de Tre Brødre, en anden af Jakob 6. og 1.'s kronregalier. Diamanten var blevet erhvervet i det 16. århundrede af den franske diplomat Nicolas de Harlay, seigneur de Sancy. Diamanten tog navn efter de Harlay, som senere solgte den til kongen af Storbritannien. Smykket var også dekoreret med to store perler og et antal mindre diamanter. En samtidig kilde estimerede den samlede pris på Spejlet til over 70.000 pund. Jakob 6. og 1. brugte typisk smykket som et hattesmykke, med rubinen til venstre for diamanterne.
Da Jakob 6. af Skotland og 1. af England døde i marts 1625 blev smykket arvet af hans søn, Karl 1. af England. I hans årtier lange stridigheder med det engelske parlament, der ultimativt ledte til borgerkrig, fastholdte Karl 1. sin guddommelige ret som hersker, hvilket betød kongens personlige ejerskab over kronregalierne, såsom Spejlet. I 1625, plaget af finansielle problemer, tog Karl 1. det drastiske skridt at pantsætte flere vigtige dele af de britiske kronregalier i Nederlandene, sandsynligvis i Haag, et af knudepunkterne for smykke- og ædelstenshandel. Selvom Karl 1. formåede at skrabe nok penge sammen til at kunne generhverve udvalgte smykker og juveler i 1639, rakte det ikke til at kunne generhverve Spejlet. Smykket blev sandsynligvis solgt til juveleren og ædelstenshandleren Thomas Cletcher, som registrerede et smykke med stor lighed til Spejlet i sin skitsebog med en note, at det var "kommissioneret af Conic Jacobus". Denne teori styrkes endvidere af det faktum, at Cletcher igen fungerede som mellemmand eller køber da Karl 1.'s hustru, dronningen Henriette Marie, forsøgte at sælge endnu flere kronregalier i 1644.
Spejlets rejse som et selvstændigt stykke smykke slutter efter salget. Smykket blev splittet op og dens hovedsten blev solgt eller genbrugt i andre smykker. De to sidste perler blev solgt i 1630 af James Maxwell, 1st Earl of Dirletoun, kammerjunker til kongen. Sancy-diamanten var den eneste del af Storbritanniens Spejl som blev generhvervet af den britiske krone, men diamanten blev senere pantsat af Karl 1.'s søn, Jakob 2. af England, hvorefter den indgik i Frankrigs kronregalier. Sancy-diamanten er i dag en del af Louvres samling i Paris.